# Эзине
Эзине (итал. Esine) — коммуна в Италии, располагается в провинции Брешиа области Ломбардия.
Население составляет 4707 человек, плотность населения составляет 157 чел./км². Занимает площадь 30 км². Почтовый индекс — 25040. Телефонный код — 0364.
Покровителем коммуны почитается святой апостол Павел, празднование 25 января.